# Choi Jae-bong
Choi Jae-bong (koreanisch 최재봉; * 19. Juni 1980) ist ein ehemaliger südkoreanischer Eisschnellläufer.

## Werdegang
Choi wurde bei den Juniorenweltmeisterschaften 1996 in Calgary Fünfter und bei den Juniorenweltmeisterschaften 1997 in Butte Vierter im Kleinen Vierkampf. Zudem kam er bei den Winter-Asienspielen 1996 in Sapporo auf den achten Platz über 10000 m, auf den sechsten Rang über 5000 m sowie auf den fünften Platz über 1500 m und bei den Einzelstreckenasienmeisterschaften 1997 in Obihiro auf den fünften Platz 10000 m sowie auf den vierten Rang 5000 m. In der Saison 1997/98 wurde er südkoreanischer Meister über 5000 m und nahm in Berlin erstmals am Eisschnelllauf-Weltcup teil, wobei er den 36. Platz über 5000 m und den neunten Platz über 1500 m errang. Beim Saisonhöhepunkt, den Olympischen Winterspielen 1998 in Nagano, belegte er den 29. Platz über 5000 m und den 12. Rang über 1500 m. Nach Platz 26 im Sprint-Mehrkampf in der Saison 1998/99 bei der Sprintweltmeisterschaft 1999 in Calgary, gewann er bei den Juniorenweltmeisterschaften 1999 in Geithus die Bronzemedaille im Kleinen Vierkampf und bei den Winter-Asienspielen 1999 in Chuncheon jeweils die Goldmedaille über 1000 m und 1500 m. Zudem errang er dort den sechsten Platz über 500 m und lief bei den Einzelstreckenweltmeisterschaften 1999 in Heerenveen auf den 22. Platz über 1000 m sowie auf den 19. Rang über 500 m.
In der Saison 1999/2000 erreichte Choi in Berlin mit Platz drei über 1000 m sowie in Innsbruck mit Rang zwei über 1000 m seine ersten Podestplatzierungen im Weltcup und zum Saisonende den siebten Platz in der Weltcupwertung über 1000 m. Bei den Einzelstreckenasienmeisterschaften 2000 in Ulaanbaatar gewann er die Silbermedaille über 500 m und jeweils die Goldmedaille über 1000 m und 1500 m. Außerdem siegte er bei den südkoreanischen Meisterschaften im Großen Vierkampf und belegte bei der Mehrkampfweltmeisterschaft 2000 in Milwaukee den 24. Platz im Großen Vierkampf. Die Sprintweltmeisterschaft 2000 in Seoul schloss er auf den 31. Platz im Sprint-Mehrkampf und die Einzelstreckenweltmeisterschaften 2000 in Nagano auf den 15. Platz über 1000 m sowie auf den 12. Rang über 500 m ab. In der Saison 2000/01 kam er in Helsinki zweimal auf den dritten Platz über 1000 m und holte über diese Distanz in Seoul seinen einzigen Weltcupsieg. Bei der Sprintweltmeisterschaft 2001 in Inzell lief er auf den 17. Platz im Sprint-Mehrkampf und bei den Einzelstreckenweltmeisterschaften 2001 in Salt Lake City auf den 22. Platz über 500 m. Die Saison beendete er auf dem achten Platz in der Weltcupwertung über 1000 m. In der folgenden Saison wurde er südkoreanischer Meister über 1000 m und belegte bei den Olympischen Winterspielen 2002 in Salt Lake City den 21. Platz über 1500 m, den 17. Rang über 500 m und den 12. Platz über 1000 m sowie bei der Sprintweltmeisterschaft 2002 in Hamar den 12. Platz im Sprint-Mehrkampf.
In der Saison 2002/03 errang Choi mit sieben Top-Zehn-Platzierungen den zehnten Platz in der Weltcupwertung über 1000 m und bei den Einzelstreckenweltmeisterschaften 2003 in Berlin den 13. Platz über 500 m sowie den achten Platz über 1000 m. Bei der Sprintweltmeisterschaft 2003 in Calgary wurde er erneut Zwölfter im Sprint-Mehrkampf und bei den Winter-Asienspielen 2003 in Hachinohe Fünfter über 500 m sowie jeweils Vierter über 1000 m und 1500 m. In den folgenden Jahren kam er bei den Einzelstreckenweltmeisterschaften 2004 in Seoul auf den 16. Platz über 500 m sowie auf den 14. Rang über 1000 m und gewann bei den Einzelstreckenasienmeisterschaften 2004 in Chuncheon über 1000 m und 1500 m jeweils die Goldmedaille und bei den Einzelstreckenasienmeisterschaften 2005 in Shibukawa die Silbermedaille über 500 m sowie die Goldmedaille über 1000 m. In der Saison 2005/06 belegte er bei der Sprintweltmeisterschaft 2006 in Heerenveen den 14. Platz im Sprint-Mehrkampf und beim Saisonhöhepunkt, den Olympischen Winterspielen 2006 in Turin, den 17. Platz über 1000 m sowie den achten Rang über 500 m. Im folgenden Jahr holte er bei den Winter-Asienspielen in Changchun die Bronzemedaille über 1000 m. Zudem errang er dort den 12. Platz über 500 m sowie den vierten Platz über 1500 m und bei der Sprintweltmeisterschaft in Hamar den 18. Platz im Sprint-Mehrkampf. Seine letzten Rennen im Weltcup absolvierte er im Dezember 2007 in Heerenveen, welche er jeweils in der B-Gruppe auf dem 16. Platz über 1000 m und auf dem 14. Rang über 1500 m beendete.

## Erfolge

### Olympische Spiele
- 1998 Nagano: 12. Platz 1500 m, 29. Platz 5000 m
- 2002 Salt Lake City: 12. Platz 1000 m, 17. Platz 500 m, 21. Platz 1500 m
- 2006 Turin: 8. Platz 500 m, 17. Platz 1000 m

### Einzelstrecken-Weltmeisterschaften
- 1999 Heerenveen: 19. Platz 500 m, 22. Platz 1000 m
- 2000 Nagano: 12. Platz 500 m, 15. Platz 1000 m
- 2001 Salt Lake City: 22. Platz 500 m
- 2003 Berlin: 8. Platz 1000 m, 13. Platz 500 m
- 2004 Seoul: 14. Platz 1000 m, 16. Platz 500 m

### Mehrkampf-Weltmeisterschaften
- 2000 Milwaukee: 24. Platz Großer Vierkampf

### Sprint-Weltmeisterschaften
- 1999 Calgary: 23. Platz Sprint-Mehrkampf
- 2000 Seoul: 31. Platz Sprint-Mehrkampf
- 2001 Inzell: 17. Platz Sprint-Mehrkampf
- 2002 Hamar: 12. Platz Sprint-Mehrkampf
- 2003 Calgary: 12. Platz Sprint-Mehrkampf
- 2006 Heerenveen: 14. Platz Sprint-Mehrkampf
- 2007 Hamar: 18. Platz Sprint-Mehrkampf

### Winter-Asienspiele
- 1996 Sapporo: 5. Platz 1500 m, 6. Platz 5000 m, 8. Platz 10000 m
- 1999 Chuncheon: 1. Platz 1000 m, 1. Platz 1500 m, 6. Platz 500 m
- 2003 Hachinohe: 4. Platz 1000 m, 4. Platz 1500 m, 5. Platz 500 m
- 2007 Changchun: 3. Platz 1000 m, 4. Platz 1500 m, 12. Platz 500 m

### Asienmeisterschaften
- 1997 Obihiro: 4. Platz 5000 m, 5. Platz 10000 m
- 2000 Ulaanbaatar: 1. Platz 1000 m, 1. Platz 1500 m, 2. Platz 500 m
- 2004 Chuncheon: 1. Platz 1000 m, 1. Platz 1500 m
- 2005 Shibukawa: 1. Platz 1000 m, 2. Platz 500 m

### Weltcupsiege im Einzel
| Nr. | Datum            | Ort   | Disziplin |
| --- | ---------------- | ----- | --------- |
| 1.  | 9. Dezember 2000 | Seoul | 1000 m    |

## Persönliche Bestzeiten
| Disziplin | Zeit         | Datum             | Ort            |
| --------- | ------------ | ----------------- | -------------- |
| 500 m     | 35,12 s      | 9. Februar 2002   | Salt Lake City |
| 1000 m    | 1:08,81 min  | 9. Februar 2002   | Salt Lake City |
| 1500 m    | 1:47,26 min  | 9. Februar 2002   | Salt Lake City |
| 3000 m    | 3:55,29 min  | 15. November 1997 | Calgary        |
| 5000 m    | 6:49,61 min  | 7. Dezember 1997  | Heerenveen     |
| 10000 m   | 15:11,81 min | 9. Februar 1996   | Harbin         |